# Waterproof Blonde
I Waterproof Blonde erano un gruppo musicale rock statunitense, formatosi nel 2002.
Nel 2003 distribuirono il loro primo EP, Glitter Lust, mentre nel 2005 pubblicarono il loro primo album, intitolato The Morning After the Night Before.
Nella metà del 2005, hanno annunciato nel loro MySpace lo scioglimento del gruppo.

## Wrestling
Sono famosi nel wrestling statunitense per aver composto le entry music di Christian e Sean O'Haire, quando i due wrestler facevano parte della World Wrestling Entertainment. L'entry music di Christian si intitolava Just Close Your Eyes, mentre quella di O'Haire si intitolava Come On.

## Discografia

### Album studio
- 2005 – The Morning After the Night Before